# Salomon Stockenström
Salomon Stockenström född 29 april 1711, död 23 oktober 1783 på Gymninge, var en svensk brukspatron och godsägare.

## Biografi
Salomon Stockenström var son till Erik Stockenström (1653–1722) och Emerentia Rockes (1664–1741) samt gift med med Catharina Kalmeter (född 1713) som var dotter till bokhållaren vid Stora kopparvågen i Falun Olof Kalmeter (1658–1731). Paret fick tre söner: Lars, Erik och Salomon, som adlades och adopterades von Stockenström, samt en dotter.
Stockenström blev student vid Uppsala universitet 1727 och var därefter verksam med olika uppgifter vid sin mors bruksrörelse i Bergslagen. Han övertog tillsammans med sin bror Erik von Stockenström Rockesholms bruk från sin mor 1741 och var brukspatron där fram till 1750 då han sålde sin del till bokhållaren vid bruket Olof Persson Holmgren. Därefter drev han Ullnäs säteri 1741–1757 och fram till sin död Gymninge gård i Tysslinge. 
Salomon Stockenström är begraven i Tysslinge kyrka.